# زكي يوسف مبارك
هو زكي يوسف مبارك حسن، (القرن العشرين - 29 أبريل 2019) هو فلسطيني ولواء سابق في جهاز المخابرات التابع للسلطة الفلسطينية وخبير متفجرات ، تم اغتياله في ظروف غير واضحة في سجن سيليفري في تركيا بعد 10 أيام من اعتقاله من قبل جهات غير معروفة  في 29 أبريل 2019، ووجدت آثار ضرب وتعذيب على جثمانه بعد الكشف عليها وتشريحها.

## اعتقاله في تركيا[1]
وفقا لوكالة الأناضول الرسمية فإن النيابة العامة في إسطنبول أحالت إلى القضاء يوم الجمعة 29 أبريل 2019.
وأضافت أن النيابة العامة أحالت المشتبهين إلى القضاء بعدما أكلمت إجراءتها القانونية بحقهما، وأكدت أن النيابة طلبت من المحكمة حبس المشتبهين (على ذمة التحقيق)، وأنه في وقت سابق من اليوم، أوقف الأمن التركي، في إسطنبول، رجلي استخبارات (حسب الوكالة).

## مقتله[2][3]
نشرت وكالة الأناضول التركية في يوم 29 أبريل 2019 تغريدة على موقع التواصل الاجتماعي (تويتر) وقالت فيها «إغتيال شخصية سياسية في سجن سيليفري بإسطنبول. 
في يوم 13 مايو 2019 وصلت جثة الفلسطيني زكي مبارك إلى مصر حيث تسلمت عائلته الجثة وقال زين الدين مبارك أبو سبيتان، شقيق زكي مبارك، لوكالة الصحافة الفرنسية في 17 مايو (وفقا للشرق الأوسط): «عندما تسلمنا جثة زكي الأسبوع الماضي نقلناها إلى مصر، ووجدنا آثار التعذيب البشع»، وأضاف أنه كان «مقطوع اللسان، ولا توجد أعضاء داخلية في جسده». وتابع: «طالبنا السلطات المصرية بفحص الحمض النووي، و (بإجراء) تشريح جديد للجثة التي تبدو عليها بشكل واضح آثار التعذيب، وكدمات في الرأس، وكسور في القدمين واليدين».
وقال: «للأسف تسلمنا الجثمان في تابوت مغلق وكان متعفناً. الجثمان موجود منذ الاثنين في مستشفى فلسطين بالقاهرة، وسنقوم بنقله إلى غزة لدفنه».
وأضاف: «نحمل السلطات التركية مسؤولية اغتيال زكي، وننفي كل التهم التي تعرض لها ظلماً». واعتبر أن «هذه جريمة، ونطالب بلجنة تحقيق دولية محايدة لكشف جريمة الاغتيال، ومحاولة السلطات التركية طمس الحقائق وإخفائها».
ونشرت صحيفة سكاي نيوز في يوم 16 مايو 2019 خبرا من مقابلة مع سناء شقيقة زكي قالت فيها أن الجثمان كان في حالة تعفن، مشككة في رواية الأتراك بشأن تاريخ وفاة شقيقها، استنادا إلى حالة التعفن التي تتطلب وقتا أطول، وأرجعت الأمر إلى محاولة السلطات التركية إخفاء الجريمة التي ارتكبت بحقه.
ولفتت إلى أن معالم الجثمان لم تكن واضحة، حتى أن أفراد عائلته الذين وصلوا إلى القاهرة لم يتمكنوا من التعرف عليه بسبب تعرضه للتحلل، مطالبة بإجراء فحص الحمض النووي «دي إن إيه».
وأوضحت سناء بعض تفاصيل «التعذيب المهول» الذي تعرض له شقيقها زكي في السجون التركية، مشيرة إلى آثار ضربات على الرأس، ونزع الجلد عن الجمجمة.
وقالت إن هناك كسورا في قدميه ويديه، كما أن أصابع القدمين تعرضت للتقطيع، كما نزعت أظافر أصابع يديه، وفوق ذلك شقوا صدره وانتزعوا لسانه، معتبرة أن هذا التعذيب «يدلل على بشاعة مرتكبي الجريمة».
في يوم 18 مايو 2019 نشرت قناة العربية خبرا ذكرت فيه بأن السفارة الفلسطينية في القاهرة أرسلت طبيباً لفحص جثمان زكي مبارك الفلسطيني المقتول في تركيا، والذي زعمت السلطات هناك انتحاره شنقاً.
وذهب الطبيب الفلسطيني، حسام طوقان، المنتدب من سفارة فلسطين بالقاهرة إلى مستشفى فلسطين بضاحية مصر الجديدة، حيث يرقد جثمان زكي مبارك، وشاهد الجثمان وكتب تقريرا صغيرا لا يتجاوز بضعة كلمات قال فيه «الجثة متحللة ولا يمكن إعادة تشريحها مجددا»، وهو ما أغضب الأسرة.
وقال الدكتور زكريا مبارك شقيق القتيل الفلسطيني «للعربية.نت» إن التقرير وبهذه الكلمات المكتوبة فيه، لا يفيدنا قانونياً في انتزاع حق القتيل من السلطات التركية، بل ينسف هذا الحق تماماً، لذا رفضناه ورفضنا صدوره من الأساس، وبالفعل استجابت السفارة لطلبنا وتم إلغاء كتابة التقرير.
وذكر أن مندوباً من السفارة الفلسطينية اتصل به، وأبلغه بضرورة نقل الجثة إلى غزة، وبعد رفضه، تراجعت السفارة، وتم الإبقاء على الجثمان لحين صدور قرار من النائب العام المصري بإعادة تشريح الجثمان من عدمه.

### الجثة تحللت وتعفنت
وقال شقيق القتيل إن الأسرة ترفض نقل الجثمان قبل إعادة تشريحه، مضيفاً أن الجثة تعرضت للتحلل والتعفن الرمي ومفرغة تماما من الداخل ولا يوجد بها أي أعضاء داخلية، حيث تم نزعها من جانب السلطات التركية.
وتقدمت الأسرة بطلب رسمي للنائب العام المصري، نبيل صادق، لإعادة تشريح الجثمان، وبيان حجم الإصابات فيه، وآثار التعذيب، وتحديد سبب الوفاة الفعلي، خاصة أن تقرير الطب الشرعي التركي نسف وكذب الرواية التركية، وأكد أن سبب الوفاة جروح وإصابات بالجسد وليس بسبب الشنق أو الانتحار.
وأضاف أن حالة الجثة وتقرير الطب الشرعي التركي كافيان لفضح تركيا ونظام الرئيس رجب طيب أردوغان، فالصور توضح مدى الإجرام الذي ارتكب "بحق شقيقه، و"مدى التعذيب والبشاعة التي تعرض لهما"، وأديا لوفاته، مشيراً إلى أن الصور ستكون أدلة إدانة واضحة لتأكيد قتل تركيا لشقيقه وانتزاع أعضائه والتمثيل بجثته.
وذكر أن جثة شقيقه بها آثار تعذيب وخياطة طبية في كافة أنحاء الجسد، وفي الساق والصدر والقدمين، ومنزوعة الأعضاء مثل القلب والكبد واللسان والبلعوم، مضيفاً أن الجمجمة تعرضت لكسر من جراء التعذيب.

## ردود الفعل
في أعقاب ما نشرت السلطات التركية روايات كاذبة ، نشر وزير الدولة للشؤون الخارجية بدولة الإمارات أنور قرقاش تغريدة على موقع تويتر في يوم 29 أبريل 2019 وقال فيها: «حين تفقد مصداقيتك لا يصدقك أحد، تتهم وتدّعي وتتغيّر الرواية وتتبدل، ولأنك غير صادق لا يصدقك أحد. في المحصلة من الواضح أن هروبك إلى الأمام من تراجعاتك الداخلية والخارجية يزعزع موقعك ويستنفذ رصيدك وأما كلمتك فلا تؤخذ محمل الجد». والتي وصفت بأنها ردا على مزاعم تركيا ومنتقدا ومشككا بمصداقيتها، دون أن يتضمن التعليق إشارة لجهة محددة.
في يوم السبت 15 يونيو 2019 نشرت قناة العربية  خبرا ذكرت فيه بأن شقيق زكي مبارك، الدكتور زكريا مبارك، كشف جانبا من الوثائق التي تعهد بنشرها ردا على إعلام تركيا وقطر.
وقال في تدوينة على موقع التواصل الاجتماعي «فيسبوك»، إنه سيقوم بنشر جميع الوثائق التي تدين النظام الحاكم في تركيا في قضية شقيقه المغدور اللواء  زكي مبارك حسن، مضيفا أن من بين هذه الوثائق تقرير الطب الشرعي التركي والمصدق من الحكومة التركية، وسفارة دولة فلسطين في تركيا، ويؤكد التقرير أن شقيقه توفي نتيجة جروح وإصابات، وليس كما ادعت قناة الجزيرة والإعلام التركي بانتحاره.
إلى ذلك، كشف زكريا مبارك أنه هدد بنشر صور الجثمان لكي يتأكد العالم كله كذب الرواية التركية، حيث ستكشف الصور حجم التعذيب الذي تعرض له شقيقه وأدى لوفاته، وهو ما أكده تقرير الطب الشرعي التركي نفسه، والذي أفاد أن سبب الوفاة ناجم عن إصابات بجسد القتيل وليس انتحاره.
وأوضح زكريا أنه تلقى تهديدات واتصالات تحاول إحباطه وإثناءه عن المضي قدما في مقاضاة تركيا وانتزاع حق شقيقه، مؤكدا أن قرار مصر بإعادة تشريح الجثمان أزعج تركيا، لأن القضية ستتخذ منحى آخر، خاصة أن التقرير المصري سيدين نظام أردوغان ويؤكد وفاة زكي مبارك تحت التعذيب في سجن سليفري بإسطنبول.
وأضاف أنه ينتظر بفارغ الصبر صدور تقرير الطب الشرعي المصري حول تشريح الجثمان، وبيان سبب الوفاة لكي يطوف به مع الصور والوثائق الأخرى محاكم العالم ويحاول انتزاع حق شقيقه.

### نشر صور الجثة
في فترة لاحقة نشر زكريا مبارك صور الجثة وكذلك تقارير الطب الشرعي التي أثبتت فعلاً أن الدكتور اللواء زكي مبارك لم يمت منتحراً بل مات جراء تعرضه لإصابات بليغة في أماكن متفرقه من جسده أدت إلى وفاته، وانتشرت الصور على مواقع الإنترنت ومواقع التواصل الاجتماعي وفي الصحف العربية والعالمية وأظهرت الصور وجود تعفن للجثة وآثار خياطة في صدر ورقبة زكي مبارك والتي تؤكد قيام السلطات بنزع أعضائه الداخلية.